# Thomas Vermaelen
Thomas Vermaelen (Kapellen, 14 de novembro de 1985) é um ex-futebolista e atual treinador belga que atuava como zagueiro. Atualmente é auxiliar técnico na Seleção Belga.

## Carreira

### Ajax
Revelado pelo Ajax, dos Países Baixos, em 2003, foi emprestado ao RKC Waalwijk, do mesmo país, durante a temporada 2004-05. No Ajax, chamou a atenção dos grandes clubes europeus devido à suas boas atuações e seus belos desarmes durante as partidas e começou também a ser chamado para a Seleção Belga.

### Arsenal
Em 19 de junho de 2009, foi contratado pelo Arsenal, da Inglaterra. Logo em seu jogo de estreia com a camisa dos Gunners, na goleada por 6-1 contra o Everton, em Goodison Park, fez seu primeiro gol pelo clube londrino. Vermaelen conquistou espaço rapidamente no time titular após a saída de Kolo Touré, vendido ao Manchester City. Surpreendeu pela forma que se adaptou ao futebol inglês, além de se mostrar um zagueiro com chutes muito precisos de longa distância e ser muito veloz, coisa rara em jogadores desta posição.
Na temporada, 2010-11, foi prejudicado devido a uma lesão sofrida ainda em 2010, durante uma partida pela Seleção Belga. Em março de 2011, o treinador Arsène Wenger anunciou que Vermaelen sofreu um revés durante sua recuperação, e deve perder todo o restante da temporada, tendo atuado em apenas três partidas pela Premier League 2010-11.

### Barcelona
Em 9 de agosto de 2014 foi contratado pelo Barcelona por cinco temporadas. Tendo convivido com lesões, estreou pela equipe somente na última rodada da Liga, contra o Deportivo La Coruña em 23 de maio de 2015. Na temporada 2014–15 conquistou a Liga espanhola e a Copa del Rey. E apesar de integrar o elenco que conquistou a Liga dos Campeões da UEFA, não é considerado campeão pelo regulamento da UEFA, por não ter entrado em nenhuma partida do competição.

## Seleção Belga

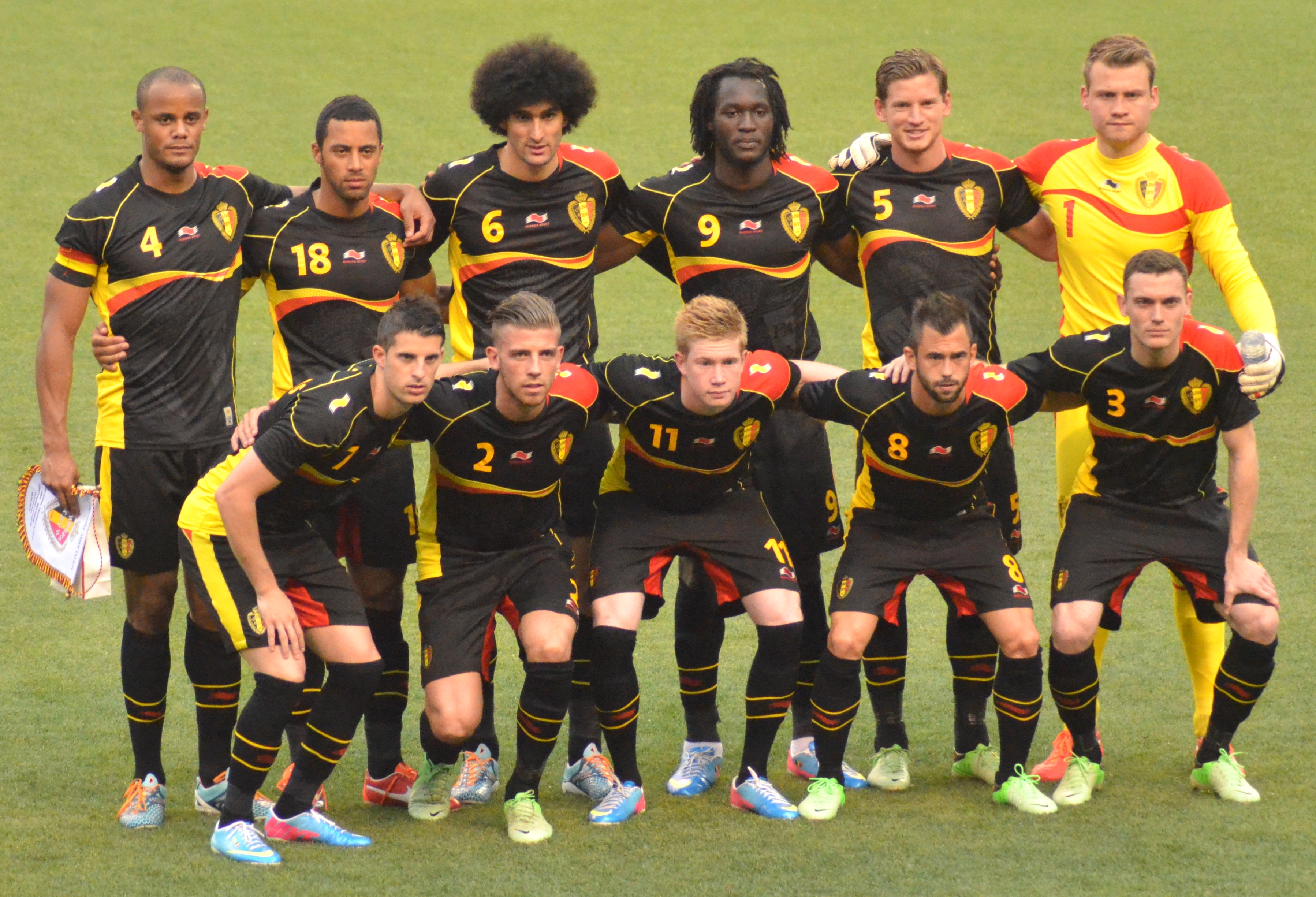
Thomas Vermaelen com a Seleção Belga em 2013.

Estreou pela Seleção Belga principal em 1 de março de 2006 ante a Luxemburgo. Disputou a Copa do Mundo FIFA de 2014.

## Títulos
Ajax
- Campeonato Holandês: 2003–04
- Copa dos Países Baixos: 2006, 2007
- Supercopa dos Países Baixos: 2006, 2007

Arsenal
- Copa da Inglaterra: 2013-14

Barcelona
Campeonato Espanhol2014–15, 2015–16, 2017–18, 2018–19
- Copa do Rei: 2014–15, 2015–16, 2017–18
- Liga dos Campeões da UEFA: 2014/15

- Copa do Mundo de Clubes da FIFA: 2015[6]
- International Champions Cup: 2017

Vissel Kobe
- Copa do Imperador: 2019
- Supercopa Japonesa: 2020

### Individual
- PFA Equipe do Ano: 2009-10